# Магнус II (Мекленбург)
Магнус II от Мекленбург (на немски: Magnus II, Herzog zu Mecklenburg; * 1441; † 20 ноември 1503,Визмар) е управляващ херцог на Мекленбург от 1477 до 1503 г.

## Живот
Той е третият син на херцог Хайнрих IV (1417 – 1477) и съпругата му Доротея фон Бранденбург (1420 – 1491), най-малката дъщеря на курфюрст Фридрих I от Бранденбург (1371 – 1440) от Дом Хоенцолерн. Брат е на Албрехт VI, Йохан VI и Балтазар.
Магнус II е съ-регент до смъртта на баща си през 1477 г. и след неговата смърт управлява заедно с братята си.
Той се жени на 29 май 1478 г. за принцеса София Померанска (* ок. 1460, † 26 април 1504), дъщеря на херцог Ерих II от Померания-Волгаст († 1474) и съпругата му София († 1497). Тя е годеницата на умрелия му брат Йохан VI, която след смъртта му е била в манастир.
През 1483 г. брат му Албрехт умира и Магнус II започва да управлява сам. По-малкият му брат Балтазар почти не се интересува от управлението на страната.
Магнус умира през 1503 г. във Визмар и тържествено е погребан в църквата на манастир Доберан.

## Деца
Магнус и София Померанска имат децата:
- Хайнрих V (1479 – 1552), херцог на Мекленбург-Шверин
- Доротея (* 21 октомври 1480, † 1 септември 1537), от 24 февруари 1498 абатиса в манастир Рибниц
- София (* 18 декември 1481, † 12 юли 1503), ∞ 1 март 1500 за Йохан Твърди (1468 – 1532), курфюрст на Саксония
- Ерих II (1483 – 1508), херцог на Мекленбург-Шверин
- Анна (1485 – 1525), ∞ 1. 1500 за ландграф Вилхелм II от Хесен (1469 – 1509), 2. 1519 за граф Ото фон Солмс-Лаубах (1496 – 1522)
- Катарина (1487 – 1561), ∞ 1512 за Хайнрих IV Благочестиви (1473 – 1541), маркграф на Майсен
- Албрехт VII Красивия (1486 – 1547), херцог на Мекленбург-Гюстров